# Cintura di rocce verdi di Temagami
La cintura di rocce verdi di Temagami è una piccola cintura di rocce verdi, datata a 2,7 miliardi di anni fa, situata nella regione di Temagami, nella parte nordorientale dell'Ontario, in Canada.

## Caratteristiche
La cintura di Temagami rappresenta una caratteristica geologica del cratone Superiore, una porzione antica e stabile della litosfera terrestre che forma il nucleo centrale del continente Nordamericano e dello scudo canadese. La cintura è composta di rocce vulcaniche metamorfizzate la cui composizione varia dal basalto alla riolite. Queste formano l'andamento est-nordest della cintura e sono sovrapposte da rocce sedimentarie metamorfizzate. Si sono sviluppate nel corso di una serie di episodi vulcanici che hanno comportato diversi stili eruttivi che vanno dalle eruzioni effusive alle eruzioni esplosive.
In quanto parte dello scudo canadese, la cintura di rocce verdi di Temagami contiene alcune tra le rocce più antiche della Terra. Le caratteristiche geologiche comprese nella cintura includono: batoliti, stock, dicchi, complessi vulcanici, intrusioni mafiche stratificate e zone di deformazione. Queste caratteristiche sono situate in varie municipalità del Canada come Chambers e Strathy (dove è localizzato il batolite di Chambers-Strathy), Strathcona, Briggs e Best.